# Sonnendorf (Usedom)
Sonnendorf war eine Feriensiedlung für Arbeiterinnen auf der Ostseeinsel Usedom von 1913 bis 1944.

## Lage

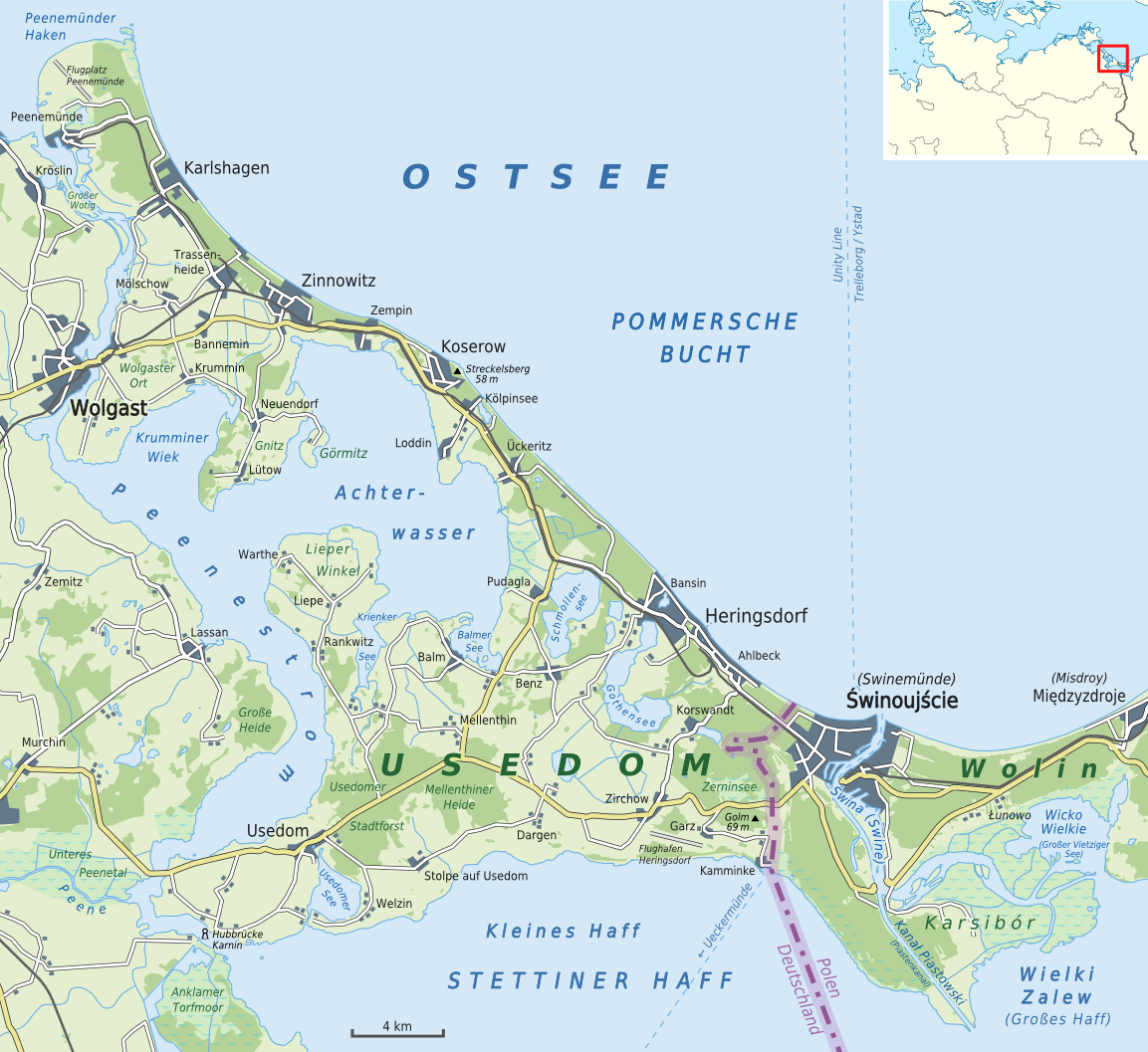
Insel Usedom, Friedrichsthal lag östlich von Kamminke

Die Siedlung Sonnendorf lag im Friedrichsthaler Forst zwischen Ahlbeck und Friedrichsthal (jetzt Paprotno). Jetzt ist das Gebiet bewaldet, es liegt direkt an der Grenze, wahrscheinlich auf der polnischen Seite. Die genaue Lage ist unbekannt.

## Geschichte
1912 erhielt die Sozialarbeiterin Mathilde Kirschner von Kaiser Wilhelm II. die Bitte, ein Kinderheim mit seinem Namen im Seebad Ahlbeck zu leiten. Sie erbat sich daraufhin als eine Gegenleistung ein Gelände in der Nähe, auf dem sie eine Feriensiedlung für einkommensschwache Frauen errichten lassen konnte. Sie unterhielt in dieser Zeit mehrere Wohnheime in Berlin, in denen Arbeiterinnen zu niedrigen Preisen und angenehmen Bedingungen wohnen konnten.
Die Siedlung Sonnendorf bestand aus zehn kleinen Holzhäusern auf Steinfundamenten (Bungalows), in denen insgesamt bis zu 100 Personen wohnen konnten. Diese hatten Namen wie Sonnenheim, Rumpelstilzchen, Schneewittchen und Rautendelein.
Dazu gab es eine Haushaltsschule Quelle für jeweils 24 Absolventinnen in einem größeren Gebäude, in dem auch öffentliche Veranstaltungen stattfanden.
Die Nutzung wurde 1944 aufgegeben. Danach wurde die Siedlung wahrscheinlich durch Kriegseinwirkungen beschädigt und verfiel dann.